# Nico Rosso
Nico Rosso (Turim, 19 de julho de 1910 — São Paulo, 1 de outubro de 1981) foi um desenhista de histórias em quadrinhos, professor e publicitário ítalo-brasileiro. Estudou retrato com os mestres Giácomo Grosso e Giovanni Reduzzi.
Estudou na Academia Albertina de Turim. Após perder quase todos os seus na Segunda Guerra, se transferiu para o Brasil, chegando no Porto de Santos no dia 3 de outubro de 1947. Sua família chegou logo depois, em 9 de abril de 1948.
Foi diretor de arte da Editora Brasilgráfica. Trabalhou também na Escola Panamericana de Arte, fazendo parte do corpo docente fundador da instituição. Em 1951 ilustrou para a Editora Melhoramentos uma cartilha - "Leitura 1" – Série Braga, de Erasmo Braga.
Possivelmente seus trabalhos mais conhecidos consistam de histórias do gênero terror, mas trabalhou além de terror em outros gêneros, como histórico, infanto-juvenil, humor e guerra. Deixou as atividades artísticas em 1976 por razões de saúde. Seus estúdios sofreram uma inundação responsável por perdas de quase todo o seu acervo bibliográfico e também exemplares de suas obras e originais. Em seguida, Rosso sofreu derrame cerebral e um infarto. Era canhoto e com o tempo se desenvolveu como ambidestro.
Desenhou, durante muitos anos, as histórias em quadrinhos do vampiro Drácula, publicadas na revista Seleções de Terror, da Editora Taika. Ainda para a Taika, ilustrou as histórias escritas por Helena Fonseca de uma das mais belas e sensuais vampiresas dos quadrinhos: Naiara, a Filha de Drácula e também histórias que uniam terror e comédia na revista Seleções Cômicas Apresenta Terrir, terrir virou um sinônimo de comédia de terror. Também foi um dos ilustradores de Targo, o tarzanide brasileiro.

## Obras
- Livro: Sonetos de Vida e Luz/ Waldo Vieira, Espíritos Diversos (1ª Ed.1966, 2ª Ed 1985)
- Revista Terrir[6]
- Revista Estranho Mundo de Zé do Caixão (1969)
  - Uma amostra desse trabalho pode ser vista no filme de 1969 "O Despertar da Besta", dirigido por José Mojica Marins, no qual o desenhista foi creditado como responsável pela arte.
- Revista Contos de Terror
- Seleções de Terror
- Targo[7]
- Mitoloria em quadrinhos (humor, erotismo, roteiros de Minami Keizi)[8]
- Era Xixo um Astronauta? (humor - Chico Anysio)
- Teve histórias publicadas também na revista Spektro
- Naiara, a filha do Drácula (anos 1960)
- Lobisomem,  série escrita por Gedeone Malagola, sobre um misto de lobisomem e vampiro,[9] ilustrada por Rosso e arte-finalizada por Kazuhiko Yoshikawa[10][11] (reeditada pela última vez pela Opera Graphica, 2002).